# Kevin Willmott
Kevin Willmott (Junction City, 31 agosto 1959) è uno sceneggiatore e regista statunitense.
Meglio noto per le sue collaborazioni col regista Spike Lee, nel 2019 ha vinto un premio Oscar co-sceneggiando il suo film BlacKkKlansman.

## Filmografia

### Sceneggiatore

#### Cinema
- Ninth Street, regia di Kevin Willmott (1999)
- C.S.A.: The Confederate States of America, regia di Kevin Willmott (2004)
- Bunker Hill, regia di Kevin Willmott (2008)
- Destination Planet Negro, regia di Kevin Willmott (2013)
- Jayhawkers, regia di Kevin Willmott (2014)
- Chi-Raq, regia di Spike Lee (2015)
- Gordon Parks Elementary, regia di Kevin Willmott - documentario (2016)
- The Profit, regia di Kevin Willmott (2017)
- BlacKkKlansman, regia di Spike Lee (2018)
- Da 5 Bloods - Come fratelli (Da 5 Bloods), regia di Spike Lee (2020)

#### Televisione
- The '70s, regia di Peter Werner – film TV (2000)
- Fast Break: The Legendary John McLendon, regia di Kevin Willmott – film TV documentario (2017)
- William Allen White: What's the Matter with Kansas, regia di Kevin Willmott – film TV documentario (2018)

### Regista

#### Cinema
- Ninth Street (1999)
- C.S.A.: The Confederate States of America (2004)
- Bunker Hill (2008)
- The Only Good Indian (2009)
- Destination Planet Negro (2013)
- Jayhawkers (2014)
- Gordon Parks Elementary - documentario (2016)
- The Profit (2017)
- The 24th (2020)

#### Televisione
- Fast Break: The Legendary John McLendon – film TV documentario (2017)
- William Allen White: What's the Matter with Kansas – film TV documentario (2018)

## Riconoscimenti
- Premi Oscar
  - 2019 – Migliore sceneggiatura non originale per BlacKkKlansman
- Premi BAFTA
  - 2019 – Migliore sceneggiatura non originale per BlacKkKlansman
- AACTA Awards
  - 2019 – Candidatura alla migliore sceneggiatura internazionale per BlacKkKlansman
- Critics' Choice Awards
  - 2019 – Candidatura alla migliore sceneggiatura non originale per BlacKkKlansman
- Chicago Film Critics Association Awards
  - 2018 – Candidatura alla migliore sceneggiatura non originale per BlacKkKlansman
- Satellite Awards
  - 2019 – Candidatura alla migliore sceneggiatura non originale per BlacKkKlansman